# Pantalla ampla
La pantalla ampla o pantalla panoràmica (en anglés: widescreen), es qualsevol format d'imatge amb una relació d'aspecte horitzontalment més gran (més ample) que 4:3, l'estàndard de l'acadèmia utilitzat per la televisió analògica.

## Història

### Antecedents
Al 1900, el francés Grimoin-Sanson, va desenvolupar el Cineorama, precursor del Cinerama. Aquest consistia en 10 projectors sincronitzats que cobrien una pantalla cilíndrica per envoltar els espectadors. El resultat era visualment espectacular, però només podien ser projectades a carpes de circ i finalment van ser prohibides per perill públic, ja que el calor que desprenien les llanternes podia provocar un incendi.
A principis de la dècada del 1930, es va començar a experimentar amb nous formats de pantalla fent principalment pel·lícules de 56,63 i 70 mm. Aquest formats no van poder seguir amb experimentació per l'arribada de la Gran Depressió.

### Context
Des de la invenció del cinema fins a la dècada del 1950, els cineastes utilitzaven el format de pel·lícula de 35 mm. Durant aquella època la velocitat de projecció de les pel·lícules era de 16 fotogrames per segon, encara això es veien sense cap distorsió, ja que amb l'arribada del sonor, al 1927 amb The Jazz Singer, es va haver de inserir bandes musicals als films muts, projectant-los a 24 imatges per segon.
Com que la pel·lícula o cel·luloide estàndard seguia sent de 35 mm, es va haver de retallar uns 2'5 mm per inserir-hi aquesta banda sonora. Això va fer que a la projecció es veiés una imatge gairebé quadrada amb una escala de resolució de 1.25:1. Encara això, molts cineastes van utilitzar els seus propis formats.

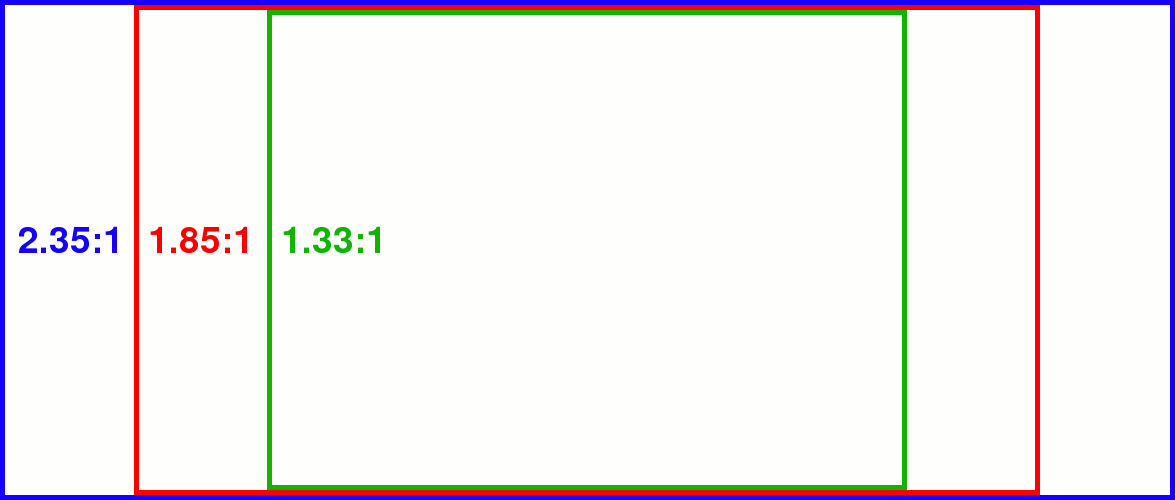
Relació d'aspecte

Al 1931, es va estardaritzar, el que es va anomenar relació d'aspecte, fent que les pel·lícules fossin de 1.37:1, reduint l'alçada de la imatge i fixant les dimensions a 21 x 15'3 mm. Aquest va rebre el nom de Academy Stardard Flat (ASF). La gran avantatge d'aquest format va arribar amb l'aparició de la televisió analógica de l'época, que era de 1.33:1, el que feia perfectament possible projectar pel·lícules per televisió sens haver de retallar gran part de la imatge.

### Inicis de la pantalla ample

#### Cinerama

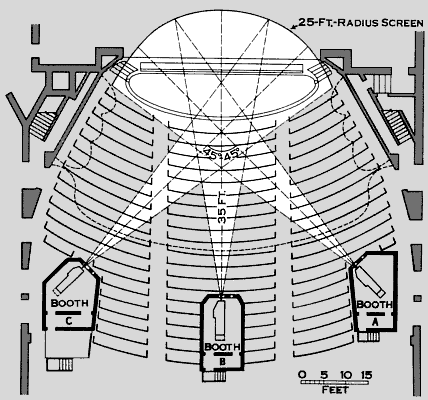
Tècnica del cinerama

No va ser fins a la dècada del 1950 que va aparèixer el cinema en pantalla ample. La indústria, per l'arribada de la televisió, es va veure forçada a oferir nous formats per l'espectador, formats que no podien obtenir als televisors de casa. El 30 de setembre de 1952, es va estrenar This is Cinerama, la primera pel·lícula amb format de Cinerama.
Aquest film va portar una innovació a la indústria per part de Fred Waller, que va utilitzar tres càmeres de 35mm per rodar escenes verticalment amb una pel·lícula de 6 perforacions. Les imatges es projectaven simultàniament a una pantalla corba recreant una imatge de 146 graus horitzontals d'angle visual, gairebé els mateixos que la visió humana. La velocitat de projecció d'aquestes imatges era de 26 fotogrames per segon, gràcies a les 6 perforacions.
Encara la seva espectacularitat, aquest format no va acabar de quallar, per la adaptació de les sales de cinema a l'equipament que requeria i el seu cost en producció.

#### CinemaScope
Després del fracàs del Cinerama les majors de la indústria de Hollywood buscaven un mètode més senzill per atraure al públic. La 20th Century Fox, dirigida per Darryl Zanuck va llançar el Cinemascope, fent-ne propaganda abans de filmar amb aquest format.

Lent anamòrfica al CinemaScope

El CinemaScope es basa en la utilització de lents anamòrfiques als objectius de les càmeres durant el rodatge. La imatge llavors agafava un camp de visió molt més extens.
La primera pel·lícula projectada feta amb CinemaScope va ser La túnica sagrada. Tant aquesta com el format van assolir un èxit mundial, ja que tenia les mateixes perforacions que les cintes de 35mm i es projectava a 24 fotogrames per segon, per tant no calia adaptar les sales de cinema. Per aquest èxit, Walt Disney i Metro-Goldwyn-Mayer van signar per poder utilitzar el format de la Fox.
El principal problema que presentava el format era una distorsió al centre de la pantalla, per això els director havien d'evitar rodar primers plans.

#### VistaVision
Per aquest èxit, les altres majors de Hollywood, havien d'afanyar-se per fer competència. Al 1954, Paramount va llançar VistaVision. Aquest feia que el negatiu no es desplacés en vertical, sinó en horitzontal, amb el que incrementava el nombre de perforacions (fins a 8), obtenint imatges de gran qualitat. A més es podien adaptar les imatges, a diferents relacions d'aspecte, així es podien porjectar en sales de cinema amb diferents pantalles, sense necessitat d'adaptar-les.
La primera pel·lícula estrenada en VistaVision va ser Nadal blanc (1954). Altres pel·lícules filmades amb aquest format van ser Vertigen (D'entre els morts) (1958), Perseguit per la mort (1959) o To Catch a Thief (1955), d'Alfred Hitchcock, i Centaures del desert (1956) de John Ford.